# ダン・デリーウ
ダン・デリーウ（Dan DeLeeuw）は、視覚効果スーパーバイザーである。1992年にドリーム・クエスト・イメージズで視覚効果のキャリアを始め、その後リズム&ヒューズに移って『ナイト ミュージアム』（2007年）などを手がける。『アイアンマン3』（2013年）で初めてマーベル・スタジオに加わり、『キャプテン・アメリカ/ウィンター・ソルジャー』（2014年）、『アベンジャーズ/インフィニティ・ウォー』（2018年）、『アベンジャーズ/エンドゲーム』（2019年）ではアカデミー視覚効果賞にノミネートされた。

## 受賞とノミネート
| 賞               | 年   | 部門           | 作品名                                      | 結果       |
| ---------------- | ---- | -------------- | ------------------------------------------- | ---------- |
| アカデミー賞     | 2014 | 視覚効果賞     | キャプテン・アメリカ/ウィンター・ソルジャー | ノミネート |
| アカデミー賞     | 2018 | 視覚効果賞     | アベンジャーズ/インフィニティ・ウォー       | ノミネート |
| アカデミー賞     | 2019 | 視覚効果賞     | アベンジャーズ/エンドゲーム                 | ノミネート |
| 英国アカデミー賞 | 2018 | 特殊視覚効果賞 | アベンジャーズ/インフィニティ・ウォー       | ノミネート |
| 英国アカデミー賞 | 2019 | 特殊視覚効果賞 | アベンジャーズ/エンドゲーム                 | ノミネート |
| ハリウッド映画賞 | 2018 | 視覚効果賞     | アベンジャーズ/インフィニティ・ウォー       | 受賞       |